# Louis Applebaum

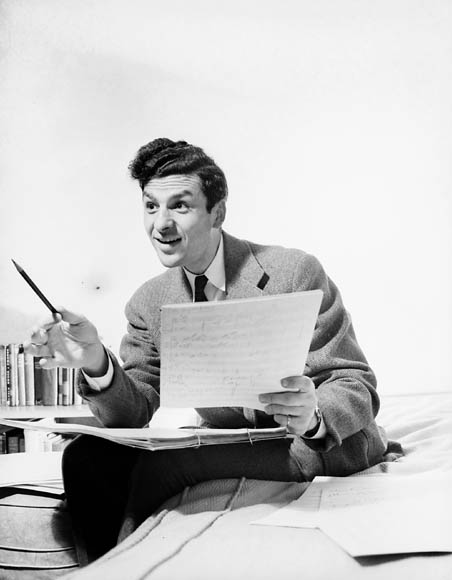
Louis Applebaum

Louis Applebaum, CC, (* 3. April 1918 in Toronto; † 19. April 2000 ebenda) war ein kanadischer Komponist.

## Leben
Louis Applebaum wurde als Sohn von Morris (* 1895) und Fanny (* 1899) Applebaum in Toronto geboren. Seine Eltern waren polnische Juden, die einige Jahre zuvor nach Kanada emigriert waren. Applebaum studierte ab 1928 Klavier an der University of Toronto. Im Jahr 1940 ging er nach New York, um dort Komposition zu studieren. Er komponierte zwischen 1942 und 1960 etwa 250 verschiedene Filmmusiken. Im Jahr 1946 wurde die von ihm komponierte Filmmusik des Kriegsdramas Schlachtgewitter am Monte Cassino für einen Oscar nominiert. Im Jahr 1955 rief er im Rahmen des Stratford Shakespeare Festivals das Stratford Music Festival ins Leben.
Applebaum wurde 1976 zum Officer of the Order of Canada sowie 1995 zum Companion of the Order of Canada ernannt. 1995 erhielt er den Walt Grealis Special Achievement Award für sein Engagement in der kanadischen Musikindustrie.

## Filmografie (Auswahl)
- 1943: Dollar Dance
- 1945: Schlachtgewitter am Monte Casino (Story of G.I. Joe)
- 1947: Träume zu verkaufen (Narcissus)
- 1949: Wenn Eltern schweigen (Lost Boundaries)
- 1950: Farewell to Yesterday
- 1950: The Fight: Science Against Cancer (Dokumentar-Kurzfilm)
- 1951: Teresa
- 1953: All My Babies
- 1954: The Stratford Adventure (Kurzfilm)
- 1955: The Jolifou Inn
- 1958: Wheat Rust
- 1961: Die teuflische Maske (The Mask)
- 1966: The Forest
- 1966: Paddle to the Sea
- 1977: Homage to Chagall: The Colours of Love (Dokumentarfilm)